# Cipro del Nord
Cipro del Nord (in turco Kuzey Kıbrıs), ufficialmente Repubblica Turca di Cipro del Nord (in turco Kuzey Kıbrıs Türk Cumhuriyeti, in sigla KKTC), è uno Stato dell'Asia, auto-proclamatosi e non riconosciuto dalla comunità internazionale, che si estende nella zona settentrionale dell'isola di Cipro dal 1983, nelle zone de iure appartenenti alla Repubblica di Cipro, ma dal 1974 occupate e controllate dall'esercito turco dopo l'invasione turca di Cipro.
La sua capitale è Lefkoşa (il nome di Nicosia in turco), ovvero la parte settentrionale sotto occupazione militare turca della città di Nicosia, divisa dalla linea di demarcazione dell'armistizio (la Green Line o Attila Line).
Presidente della Repubblica dalla fondazione (1983) sino al 2005 è stato il leader storico Rauf Denktaş, ostile a compromessi con il governo internazionalmente riconosciuto della Repubblica di Cipro (greco-cipriota) per favorire la riunificazione dell'isola. A partire dal 2003, un movimento politico che punta alla riunificazione e all'ingresso nell'Unione europea ha preso piede, spingendo all'elezione di Mehmet Ali Talat come primo ministro nel 2004 e come presidente il 17 aprile 2005.
Dopo il fallimento nel 2016 dei colloqui interciprioti volti alla riunificazione svoltisi in Svizzera e le elezioni presidenziali del 2020, che hanno visto la vittoria di Ersin Tatar, ostile alla riunificazione dell'isola, il Governo di Cipro del Nord ha sposato la cosiddetta soluzione dei due Stati, che vuole formalizzare la divisione di Cipro in due Stati sovrani.

## Status giuridico
Solamente la Turchia riconosce la dichiarazione di indipendenza della RTCN, che al contrario è stata dichiarata "non valida dal punto di vista giuridico" dalle risoluzioni 541 (1983) e 550 (1984) del Consiglio di Sicurezza dell'ONU.
Alcuni giuristi hanno definito la RTCN come un esempio di "Stato fantoccio", sulla base di una sentenza della Corte europea dei diritti dell'uomo del 18 dicembre 1996 che riconosceva la responsabilità della Turchia nella gestione degli affari correnti nella parte settentrionale di Cipro.
Nel 2002 il segretario generale dell'ONU Kofi Annan presentò un piano di pace per la riunificazione dell'isola; sottoposto a referendum il 24 aprile 2004, il piano fu accettato con il 65% dall'elettorato della Repubblica Turca di Cipro del Nord, ma venne rigettato a grande maggioranza dall'elettorato nella parte dell'isola controllata dal governo della Repubblica di Cipro.

## Rapporti internazionali

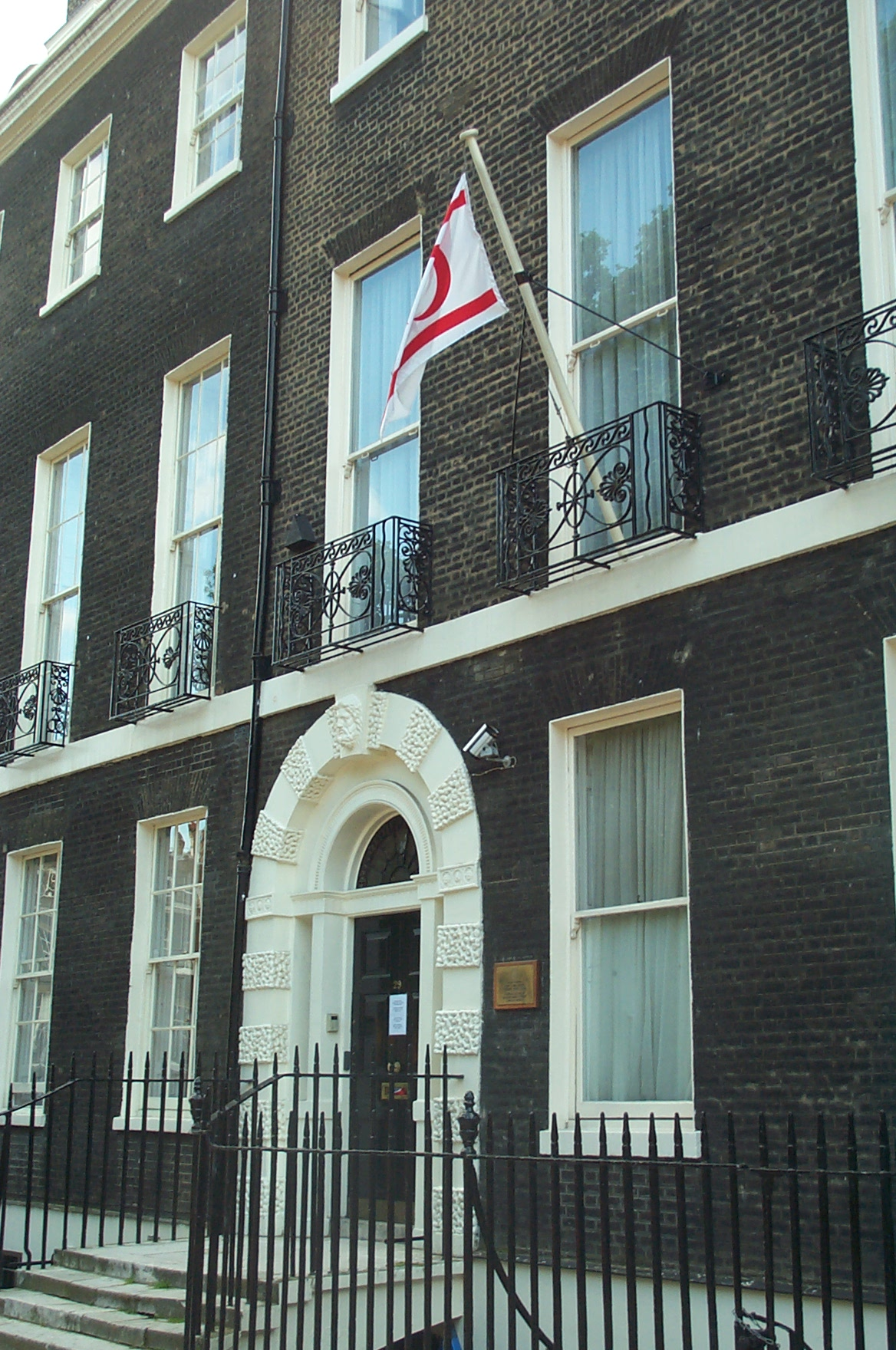
Rappresentanza a Londra della RTCN

La RTCN è riconosciuta dalla data della sua proclamazione dalla sola Turchia. Essa è membro dell'Organizzazione Internazionale per la Cultura Turca (TÜRKSOY), osservatore all'Organizzazione della cooperazione islamica (OCI) e all'Unione parlamentare dell'OCI.

### I rapporti con l'Unione europea
La Repubblica di Cipro è divenuta membro dell'Unione europea il 1º maggio 2004. Dal punto di vista giuridico, il territorio di Cipro Nord è quindi considerato come facente parte dell'Unione; tuttavia, l'applicazione dell'acquis communautaire e delle normative europee è stata sospesa, in mancanza di un accordo sulla riunificazione dell'isola, sulla base della circostanza che le autorità della Repubblica di Cipro non possono de facto esercitare il loro controllo sulla parte settentrionale dell'isola, sotto occupazione militare turca. Gli abitanti turco-ciprioti della RTCN (ma non i coloni turchi) vengono considerati dal governo della Repubblica di Cipro come cittadini a tutti gli effetti e possono richiedere documenti di identità e passaporti, e come tali possono essere considerati cittadini europei.

### Accesso alla RTCN
Le autorità del governo internazionalmente riconosciuto della Repubblica di Cipro considerano illegale l'accesso all'isola attraverso i porti situati nella zona settentrionale e l'aeroporto di Ercan/Tymvou. Tuttavia, a causa di una regolamentazione del Consiglio d'Europa adottata dalla Repubblica di Cipro, adesso è possibile spostarsi fra le due parti dell'isola indipendentemente dal punto di entrata. In particolare, i cittadini europei possono spostarsi da sud a nord o viceversa esibendo il passaporto o la carta di identità, utilizzando i punti di passaggio situati lungo la linea di demarcazione.

## Ordinamento dello Stato
La Repubblica di Cipro del Nord è di tipo semipresidenziale; il presidente viene eletto a suffragio universale e resta in carica per cinque anni. Il parlamento comprende 50 deputati, eletti ogni 5 anni col sistema proporzionale.

### Partiti politici
- Partito di Unità Nazionale
- Partito Repubblicano Turco
- Partito Democratico
- Partito Democratico Socialista
- Partito Libertà e Riforma

### Suddivisione amministrativa
Cipro Nord è divisa in sei distretti:
- Gazimağusa
- Girne
- Güzelyurt
- İskele
- Lefkoşa
- Lefke

## Economia

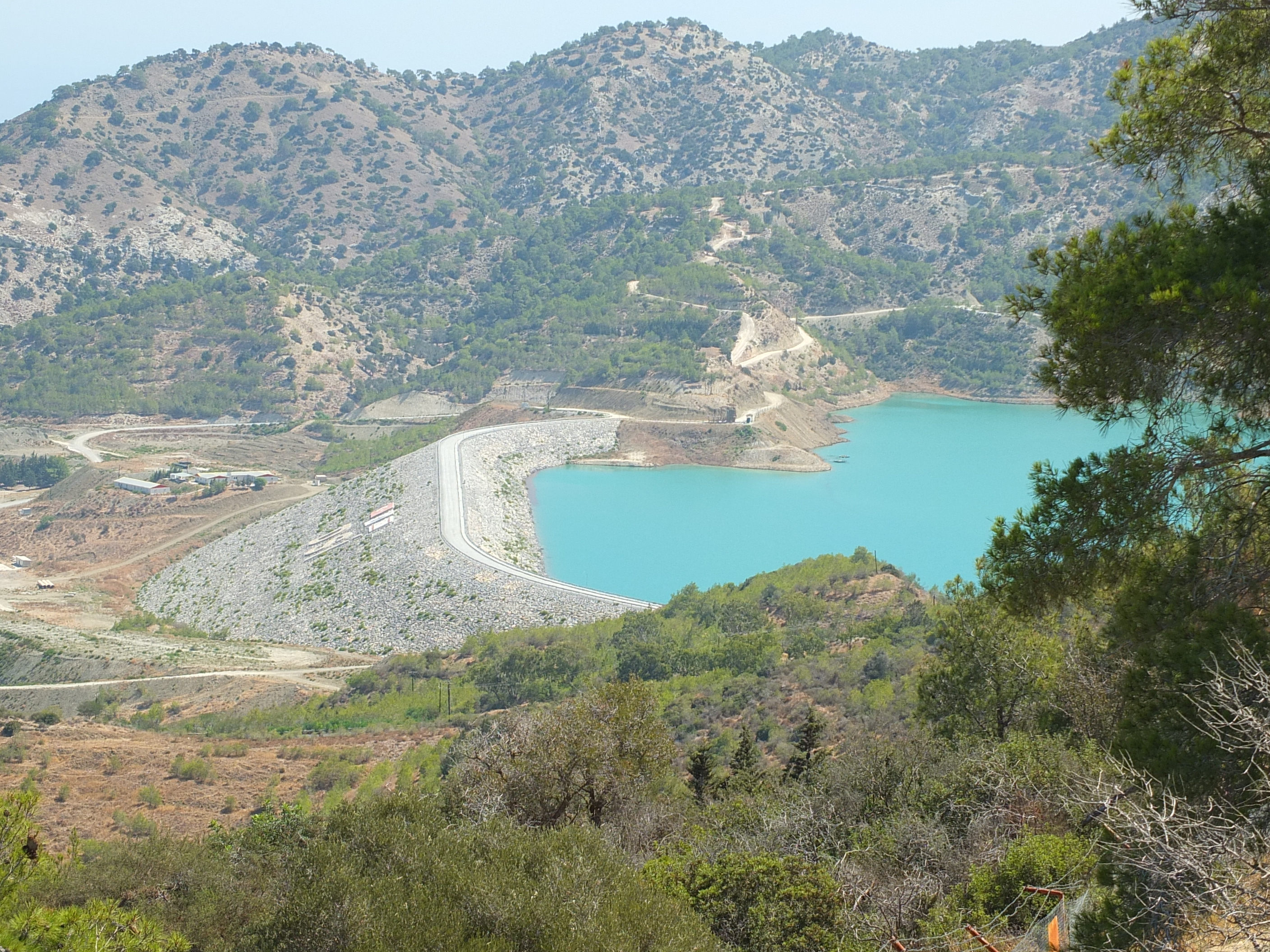
Diga e riserva di Geçitköy, terminale cipriota dell'acquedotto fra Turchia e Cipro

La RTCN adotta come moneta la lira turca. L'8 agosto 2003 la RTCN e la Turchia hanno firmato un accordo di unione doganale. Il 22 settembre 2011 la RTCN e la Turchia hanno firmato un accordo sulla delimitazione delle rispettive piattaforme continentali e sullo sfruttamento delle risorse minerarie nelle zone citate.
Le autorità di Cipro Nord nel 2018 ricusarono la lira turca, dichiarandosi pronte a effettuare la compravendita di gas naturale e a denominare le proprie riserve in valuta estera in una divisa differente da quella tradizionale.
Per tutto il primo e il secondo decennio degli anni duemila, a causa dell'embargo il traffico aereo e quello marittimo si sono diretti esclusivamente verso la Turchia. L'embargo e l'isolamento internazionale avevano indotto il governo a introdurre una legislazione doganale e fiscale particolarmente favorevole alla nascita di nuove sale da giochi, capaci di risollevare le sorti del turismo straniero. Al 2018, l'isola filoturca ospitava tredici casinò-resort rispetto a una popolazione residente di appena 200.000 abitanti, tra i quali il centro per il gioco d'azzardo più grande d'Europa.
Nel 2015, il completamento del KKTC Su Temin Projesi ("Progetto del rifornimento d'acqua di Cipro del Nord"), un acquedotto sospeso sottomarino fra la Diga di Alaköprü nella Provincia di Mersin in Anatolia, e l'isola, ha permesso di alleviare il secolare problema della mancanza d'acqua nella parte settentrionale dell'isola. Grazie all'acquedotto 75 milioni di metri cubi d'acqua vengono trasportati annualmente dalla Turchia verso Cipro del Nord. Di questi, 35 milioni sono utilizzati come acqua potabile, e il resto per usi irrigui.

## Religioni
I nord ciprioti sono quasi esclusivamente di religione musulmana sunnita di scuola hanafita; la gran parte della popolazione ha una concezione secolare della religione e l'islamismo è poco diffuso. Molti nord ciprioti fanno riferimento al sufismo, in particolare alla confraternita islamica naqshbandi, o all'alevismo.
Vi è poi una comunità cristiana greco-ortodossa nel villaggio di Rizokarpaso e una cristiana maronita nel villaggio di Kormakitis.

## Sport

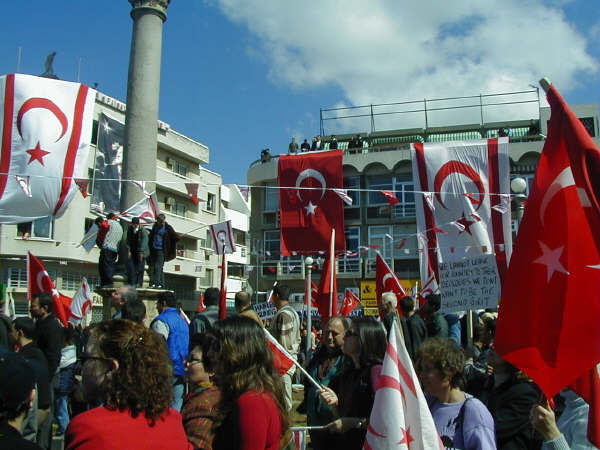
Piazza Atatürk a Nord Nicosia nel 2006 con le bandiere della Turchia e di Cipro del Nord

### Calcio
Lo Stato turco-cipriota possiede una selezione di calcio affiliata alla CONIFA, la federazione per nazionali di territori quasi statali, e gestita dalla Cyprus Turkish Football Federation. La miglior vittoria ottenuta dalla selezione è stata nel territorio turco-cipriota contro il Tibet finita 10-0, mentre la peggior sconfitta fu a Smirne in Turchia per 5-0 durante i giochi Islamici del 1980 (come Stato Federato Turco di Cipro). A livello internazionale la migliore prestazione fornita dalla selezione turco-cipriota è il secondo posto ottenuta agli europei CONIFA del 2017 disputati in casa.